# Handball-Bayernliga 1983/84
Die Handball-Bayernliga 1983/84 wurde unter dem Dach des „Bayerischen Handballverbandes“ (BHV) organisiert und ist die höchste Spielklasse des Landesverbandes Bayern. Die Bayernliga ist nach der Handball-Bundesliga, der 2. Bundesliga und der Handball-Regionalliga eine der vierthöchsten Spielklassen im deutschen Handball.

## Saisonverlauf
Die Handball-Bayernliga 1983/84 war die sechsundzwanzigste Ausspielung der Handball-Bayernligasaison. Bayerischer Meister sowie Aufsteiger in die Regionalliga Süd 1984/85 war der TSV München-Ost. Vizemeister ohne Aufstiegsrecht wurde der TS 1887 Selb. Meister und Aufsteiger in die Handball-Regionalliga der Frauen (2. Liga) war der TSV Milbertshofen.

### Modus
Es wurde eine Hin- und Rückrunde gespielt. Nach Abschluss der daraus resultierenden 22 Spieltage stieg der „Bayerische Meister“ in die Regionalliga Süd auf, die Plätze zehn bis zwölf mussten in die beiden Staffeln der Landesliga absteigen. Der Modus war für Männer und Frauen gleich.

## Teilnehmer und Platzierungen
Nicht mehr dabei waren die Auf- und Absteiger aus der Vorsaison. Neu dabei war ein Absteiger aus der Regionalliga (A) und drei Aufsteiger (N) aus den Landesligen. Im Verlaufe der Saison traten zwölf Mannschaften in der Bayernliga an. 

### Abschlusstabelle
Saison 1983/84 
|     | Mannschaft             | Spiele | Punkte |
| --- | ---------------------- | ------ | ------ |
| 1.  | TSV München-Ost        | 22     | 31:13  |
| 2.  | TS 1887 Selb (A)       | 22     | 31:13  |
| 3.  | Post SV Regensburg     | 22     | 31:13  |
| 4.  | TuS Fürstenfeldbruck   | 22     | 25:19  |
| 5.  | HG Erlangen (N)        | 22     | 25:29  |
| 6.  | ESV Ingolstadt-Ringsee | 22     | 24:20  |
| 7.  | TV 1861 Rothenburg (N) | 22     | 21:23  |
| 8.  | TSV Aichach            | 22     | 19:25  |
| 9.  | TSV 1846 Lohr          | 22     | 18:26  |
| 10. | ETSV 09 Landshut       | 22     | 14:20  |
| 11. | Regensburger TS (N)    | 22     | 13:31  |
| 12. | ASV 1863 Cham          | 22     | 12:32  |

Bereich des „Bayer. Handballverbandes“ (BHV)

(A) = Absteiger aus der Regionalliga Süd, (N) = neu in der Liga
  Bayerischer Meister und Aufsteiger zur Regionalliga Süd 1984/85
  Für die Bayernliga  1984/85 qualifiziert
  Absteiger in die Landesliga Bayern 1984/85
Frauen
- Der TSV Milbertshofen wurde Bayerischer Meister und hat sich für die Regionalliga Süd (2. Liga) der Frauen qualifiziert.